# Alfabeto abakada
El alfabeto abakada fue un abecedario derivado del latino, adaptado para escribir el idioma filipino, inventado en 1940. 
El alfabeto, el cual contenía 20 letras, fue presentado en la gramática desarrollada por Lope K. Santos para el entonces recientemente diseñado idioma nacional basado en el tagalo. Fue oficialmente implementado por el Institute of National Language (Instituto de la lengua nacional), la actual Comisión para el Idioma Filipino (en filipino: Surián ng Wikang Pambansâ: Surián ng Wikang Pambansâ). 
El alfabeto abakada ha sido sustituido por el alfabeto filipino moderno, adoptado en 1987. 

## Orden del abakada
El orden de las letras en el abakada sigue un orden similar a aquellos de otros sistemas ortográficos basados en el alfabeto latino, con el dígrafo ng insertado después de la n. 
Cuando se deletrea o nombra cada consonante, su sonido es siempre pronunciado con una "a" al final (p. ej. "ba", "ka", etc). Esta es también la razón del nombre del sistema.
| Formas mayúsculas |   |   |   |   |   |   |   |   |   |   |    |   |   |   |   |   |   |   |   |
| A                 | B | K | D | E | G | H | I | L | M | N | NG | O | P | R | S | T | U | W | Y |
| Formas minúsculas |   |   |   |   |   |   |   |   |   |   |    |   |   |   |   |   |   |   |   |
| a                 | b | k | d | e | g | h | i | l | m | n | ng | o | p | r | s | t | u | w | y |

## Historia
Durante la era prehispánica, el tagalo antiguo se escribió utilizando la escritura Kawi o el Baybayin. 
Durante tres siglos el tagalo fue escrito siguiendo, hasta cierto punto, las reglas fonéticas y ortográficas españolas.
El Dr. José Rizal fue uno de varios defensores (incluyendo a Trinidad Pardo de Tavera) de la idea de reformar las ortografías de las varias lenguas filipinas a finales del siglo XIX. Al igual que otros, sugirió "indigenizar" el alfabeto de las lenguas filipinas mediante la sustitución de las letras C y Q por K. Inicialmente, estas reformas no se adoptaron ampliamente cuando se propusieron, sino que gradualmente se hicieron populares a principios del siglo XX.
Tras el establecimiento de la Mancomunidad Filipina en 1935, el gobierno seleccionó el tagalo como base para un "idioma nacional" (el actual, filipino). Después de esto, comenzó el desarrollo de un diccionario y un libro de gramática para este "idioma nacional". En 1939, Lope K. Santos escribió el Ang Balarila ng Wikang Pambansa (Gramática del idioma nacional) que, además de contener reglas gramaticales, contenía el alfabeto de 20 letras designado como abakada.
El abakada fue reemplazado en 1976 con un alfabeto expandido que contenía 11 letras adicionales provenientes del alfabeto español de entonces (C, CH, F, J, LL, Ñ, Q, RR, V, X y Z) que a su vez fueron reemplazadas por el alfabeto actual de 28 letras (excluyendo la CH y la LL y la RR que pasan a ser considerados dígrafos). En la actualidad, prácticamente todas las lenguas de las Filipinas pueden escribirse usando el alfabeto filipino moderno (adoptado oficialmente en 1987), que incluye todas las letras del abakada.